# Costanana nana
Costanana nana är en insektsart som beskrevs av Fowler 1903. Costanana nana ingår i släktet Costanana och familjen dvärgstritar. Inga underarter finns listade i Catalogue of Life.